# Summer Tour '04
Summer Tour '04 är ett album av Jerry Williams, utgivet 2022.
Inspelad live 24 juli, 2004 i Tylösand. The Boppers medverkar på samtliga spår och framför 3 låtar (1-3) innan Jerry går på scen.
Sommarturnén 2004 ansågs av kritiker som en av Jerry Williams bästa. 

## Låtlista
1. Rockin Robin'
2. Sheila
3. Yakety Yak
4. Keep On
5. Mary Lou
6. Wild Little Willy
7. Billy Jean, Charlie Brown & Susie Q
8. Big Black Chevrolet
9. Who's Gonna' Follow You Home
10. Cradle of Love
11. Too Much Monkey Business
12. Almost Grown
13. Tisket A Tasket
14. Matchbox/Boppin' The Blues
15. I'm Ready
16. Git It
17. It Keeps Rainin'
18. I Can Jive
19. It Started With a Love Affair
20. Lover Please
21. Did I Tell You
22. Run Rudolph Run
23. Bouna Sera
24. Cruisin' on a Saturday Night